# Caja con escenas de la historia de José
La caja con escenas de la historia de José es una obra de arte de marfil que se realizó en un taller de Constantinopla. Está fechado en el período bizantino medio, es decir, fue creado antes de 1204, el año en que Constantinopla fue saqueada por los venecianos y los cruzados. El Museo Bizantino de Berlín conserva los dos frisos de los lados largos (Inv. No. 568 y 569), mientras la placa de la cubierta se encuentra en el Museo Británico de Londres. Los paneles laterales tienen unas dimensiones de 7,5 × 20,5 cm y 7,5 × 21 cm. La caja pudo haber sido utilizada para guardar reliquias o implementos litúrgicos. 
Los dos paneles laterales fueron adquiridos por el Neues Museum ya en 1854. La placa de la cubierta, por otro lado, fue incorporada sobre la portada de un manuscrito de Parceval le Galois en el siglo XIII y el Museo Británico la compró a Sotheby's en 1901.
La Universidad Martín Lutero de Halle-Wittenberg tiene réplicas de los dos paneles laterales en su colección de arqueología cristiana y arte de la iglesia.

## Primer lado largo

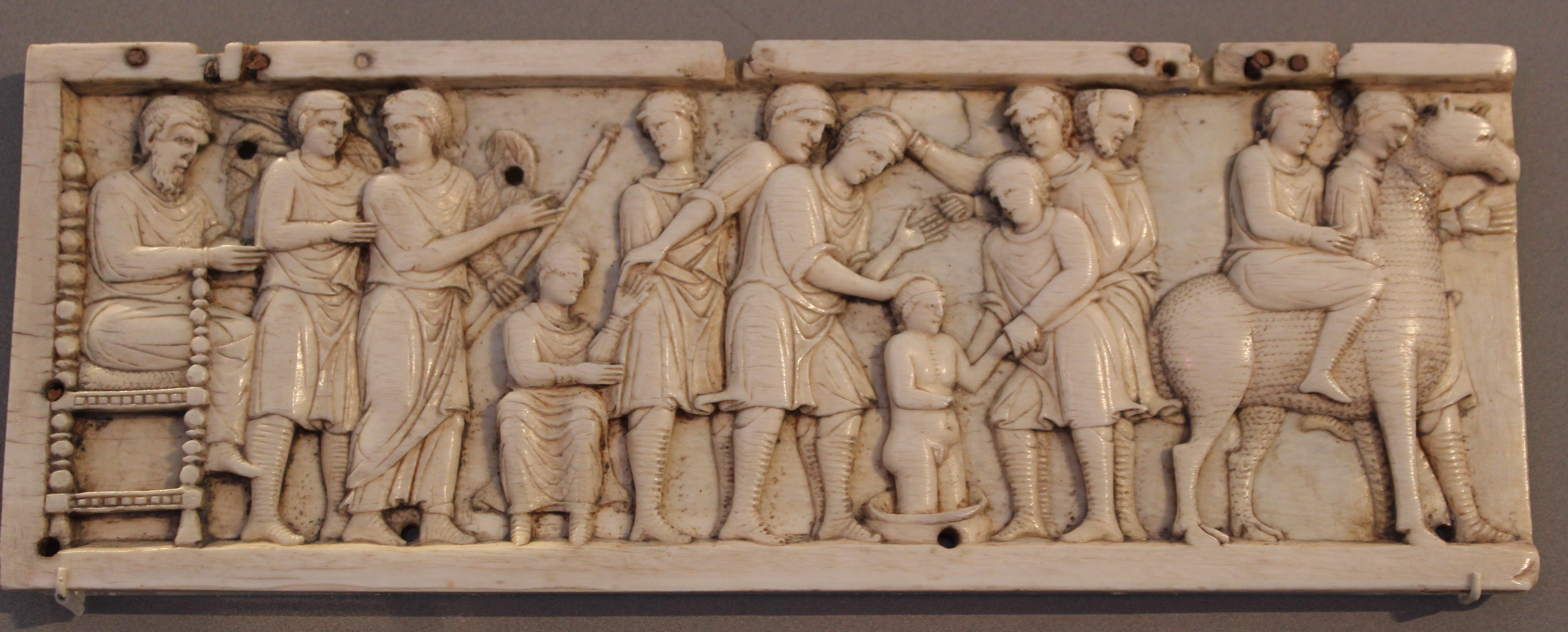
Primer lado largo: José vendido y llevado a Egipto.

Se muestra la historia bíblica de José.
La trama se plasma en escenas individuales continuas. Comienza a la izquierda: Jacob, que está sentado en una silla, envía a su hijo favorito, José, a ver cómo están sus hermanos. José está acompañado por un ángel de la guarda.
La siguiente escena muestra a José siendo vendido a mercaderes ismaelitas por los hermanos. Un hermano saca a José de la cisterna a la que fue empujado, mientras uno de los comerciantes pone su mano sobre la cabeza de José para demostrar que lo ha adquirido como esclavo. La transferencia de dinero se realiza en segundo plano. En el borde derecho de la imagen todavía se puede ver al joven José, sentado en un camello, siendo llevado.

## Segundo lado largo

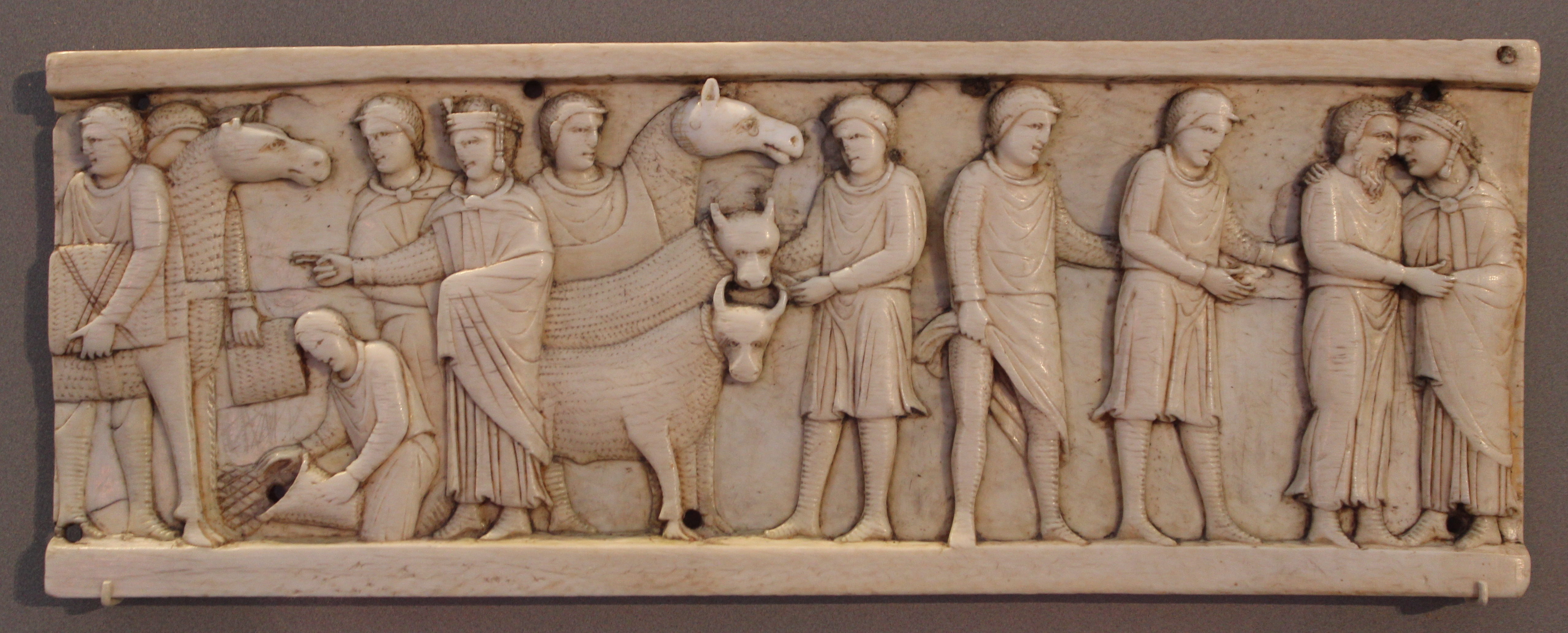
Segundo lado largo: la fortuna de José.

Aquí el espectador contempla la segunda parte de la historia de José; José, que llegó a Egipto como esclavo, llegó a ser un hombre poderoso allí. Su ropa señorial y su diadema (a la moda bizantina contemporánea) lo distinguen del resto de personas retratadas. La escena de la izquierda muestra a " José, el sostén de la familia ", que distribuye grano a la población durante la hambruna y acepta el ganado de los egipcios como pago. La escena de la derecha muestra el reencuentro de José con su padre.

## Placa de la cubierta
La placa de la tapa (9 × 17,5 cm) ofrece dos escenas al final de la historia de José. Antes de su muerte, el anciano Jacob bendice a los dos hijos de José y su esposa egipcia, cruzando los brazos para dar a Efraín, el menor, preferencia sobre Manasés, el hijo mayor. En el lado derecho de la imagen, Jacob está acostado en su lecho de muerte. José se despide de su padre mientras los otros hermanos se quedan al fondo.